# جامع زواره
جامع زواره (بالفارسية: جامع زواره) مسجد تاريخي يعود إلى عهد الدولة السلجوقية، يقع في زواره، في زقاق بامنار.